# Arseniato de aluminio
El arseniato de aluminio es un compuesto inorgánico de fórmula AlAsO4. Se suele encontrar en forma de octahidrato. Es un sólido incoloro que se produce por la reacción entre el arseniato de sodio y una sal soluble de aluminio. El arseniato de aluminio se presenta de forma natural como el mineral mansfieldita. La forma anhidra se conoce como alarsita, un mineral fumarólico extremadamente raro. Un hidrato sintético de arseniato de aluminio se produce por método hidrotérmico con la fórmula Al
2O
3·3As
2O
5·10H2O. 
La modificación del ortoarsenato de aluminio se llevó a cabo calentando diferentes muestras a distintas temperaturas. Se obtuvieron formas tanto amorfas como cristalinas. El producto de solubilidad se determinó en 10−18.06 para el hidrato de arseniato de aluminio de fórmula AlAsO
4·3.5H2O. Al igual que el arseniato de galio y el arseniato de boro, adopta la estructura de tipo α-cuarzo. La forma de alta presión tiene una estructura de tipo rutilo, en la que el aluminio y el arsénico tienen seis coordinaciones.